# 바람 (드라마)
《바람》은 1986년 3월 9일에 MBC TV에서 방영되었던 베스트셀러극장이다.

## 줄거리
정화(원미경)는 라디오 심야음악프로의 DJ를 하면서 대학에서 강의하는 여성이다. 어느 날 그녀는 음악 신청엽서 속에서 '더 이상 나를 찾지 마라'는 내용의 엽서를 발견하고 그 엽서가 자기가 수년동안 행방을 찾았던 옛 애인 찬우(박영규)로부터 온 것을 직감한다.
본래 연인사이였던 정화와 찬우 사이에 정화의 친구 미미(송옥숙)가 끼어들면서 정화와 찬우는 결별하게 되었는데...

## 출연
- 원미경
- 박영규
- 송옥숙
- 임현식
- 서학
- 김혜정
- 한영숙
- 이숙
- 천호진
- 윤철형
- 문창근
- 이경순